# Saint-Quentin-au-Bosc
Saint-Quentin-au-Bosc is een dorp en voormalige gemeente in de Franse gemeente Petit-Caux in het departement Seine-Maritime in de regio Normandië. De voormalige gemeente telt 99 inwoners (2009). De plaats maakt deel uit van het arrondissement Dieppe.

## Geschiedenis
Oude vermeldingen van de plaats gaan terug tot de 13de eeuw als het gelatiniseerde Sancti Quintini. De 18de-eeuwse Cassinikaart toont het dorpje St. Quentin.
Op het eind van het ancien régime eind 18de eeuw, toen de gemeenten werden gecreëerd, werd Saint-Quentin een gemeente.
In 1937 werd de gemeentenaam Saint-Quentin-au-Bosc.
Saint-Quentin-au-Bosc is op 1 januari 2016 gefuseerd met de gemeenten Assigny, Auquemesnil, Belleville-sur-Mer, Berneval-le-Grand, Biville-sur-Mer, Bracquemont, Brunville, Derchigny, Glicourt, Gouchaupre, Greny, Guilmécourt, Intraville, Penly, Saint-Martin-en-Campagne, Tocqueville-sur-Eu en Tourville-la-Chapelle tot de commune nouvelle Petit-Caux.

## Geografie
De oppervlakte van Saint-Quentin-au-Bosc bedraagt 3,5 km², de bevolkingsdichtheid is dus 28,3 inwoners per km².
De onderstaande kaart toont de ligging van Saint-Quentin-au-Bosc met de belangrijkste infrastructuur en aangrenzende gemeenten.

## Demografie
Onderstaande figuur toont het verloop van het inwonertal (bron: INSEE-tellingen).